# 調教師
調教師（ちょうきょうし）とは、競馬において厩舎を運営し競走馬を管理することを業とする者のことである。日本の現場では、俗に騎手を逆にした手騎（テキ）と呼ばれている。

## 日本における調教師
日本では競馬法第16条かつ第22条、競馬法施行規則第21条により、農林水産大臣の認可を受け日本中央競馬会と地方競馬全国協会が調教師試験の施行および免許を交付している。国家資格である。
日本で調教師になろうとする者は中央競馬では日本中央競馬会から、地方競馬では地方競馬全国協会から、それぞれ調教師免許を取得することが必要である。この2つの免許は異なるものである。2021年春現在、中央競馬には約180名が在籍している。
また、調騎分離の制度があり、騎手免許と調教師免許は同時に取得することは出来ないため、騎手免許を持っていた者が調教師免許を取得した場合、騎手免許を返上し騎手を引退するのが通例である。調教師免許を持っていた者が騎手免許を取得した例は、日本では過去の地方競馬の例外的な事例を除けば無い。
調教師試験の合格者は、下記の「開業まで」にもあるとおり、日本の競馬では馬房の数を事実上の物理的制限として利用しているために、ある年に調教師になることができる人数は、引退する調教師の人数との関係で自ずと制限される。調教師となることの出来る人数が限られる以上、調教師免許試験の合格者数も限られている。
中央競馬の調教師免許試験では年に5人から8人ほどというのが通例である。そのため、しばしば合格率が1割にも満たない難関となる。かつて学科試験が免除されていた1000勝以上の勝利度数がある騎手を除けば合格者は騎手・調教師・生産者の血縁者や畜産学部出身者が多数を占める。だが、中には大学の馬術部出身者や畑違いの仕事から転職しての合格者も存在する。
女性の調教師は、地方競馬で大川よね（道営）が1961年に調教師免許を取得、以降は土屋千賀子（浦和・2009年引退）、安池成実（川崎）、谷あゆみ（ばんえい競馬）、高橋優子（金沢）、平山真希（浦和）、沖田明子（愛知）、宮川真衣（高知）、入口由美子（浦和）が調教師となった。JRAでは2024年度新規調教師免許試験に前川恭子が中央競馬初の女性として合格している。このうち、騎手を経験し調教師に転業したのは安池、平山、入口（旧姓：牛房）、宮川（旧姓：別府）の4名である。
調教師試験においては日本語以外の言語の使用が認められていないこともあり、2025年現在外国人の合格者は存在しない。一時はミルコ・デムーロが日本での調教師試験合格を目指したものの、言語の壁が問題となり事実上断念している。

### 開業まで
日本において、調教師が調教師業を始めるにあたっては免許の他に、馬房（馬を飼育する施設）が必要である。馬房は主催者から貸与されているもののみが使用できる。自分の資金で独自に馬房などの設備を構えて開業することは認められていない。馬房は競馬場もしくはトレーニングセンターと呼ばれる場所に存在する。
なお、調教師免許取得者は、免許取得からいくらかの期間を、すでに厩舎を運営しており、師弟や交友のある調教師の下で研修を積むのが通例である。中央競馬ではこの期間は「技術調教師」の肩書で呼ばれる。この期間に馬主との人脈、開業時の管理競走馬を確保、厩舎経営、労務管理などの準備期間も兼ねている。収入は、研修先の厩舎の仕事を補助することで、調教師から月給制で支払われている。厩舎に属さずフリーの技術調教師も稀に存在するが（福永祐一など）、その場合厩舎開業までは基本的に無収入となる。通常、免許取得年は技術調教師として研修し、翌年の3月1日付で開業するケースがほとんどであったが、近年は、業績悪化や体調不良に伴い調教師が定年を待たずして勇退したり、不祥事により免許を剥奪されるケースも多々見られることで空き馬房が発生し、新規調教師免許の合格発表からほとんど日を経ず、3月1日の免許交付と同時に開業するケースも見られるようになった。
このため、JRAでは以前は2月中旬に新規調教師免許の合格者が発表されていたが
、2010年（平成23年度）以降は12月初旬に合格が発表されるようになり、2019年からは新規調教師免許の発効日が原則として1月1日からに変更された（免許更新も1月1日付に変更）。ただし、例外として調教師試験に合格した者が中央競馬の現役騎手であった場合、騎手免許の有効期限が2月末までであることから、調教師免許の免許発効日は1月1日か3月1日のいずれかを選択できる。1月1日を選択した場合には毎年12月末日までに騎手免許の取消申請をすることになる。この規定が適用されて以降、現役騎手が調教師試験に合格した事例のうち、2020年度合格の四位洋文、2021年度合格の蛯名正義、2023年度合格の福永祐一、2024年度合格の秋山真一郎はそれぞれ3月1日の調教師免許発効を選択し、他の5名（2021年度合格の西田雄一郎、畑端省吾、村田一誠、2022年度合格の嘉藤貴行、2024年度合格の田中勝春）は1月1日付の調教師免許発効を選択している（さらに畑端と嘉藤の2名はその年の3月1日に厩舎を開業している）。
例年、3月1日より新規開業となる調教師は基本的に2月末で引退する調教師の管理馬（複数の調教師が開業・引退する場合はそれぞれ分散することもある）のほか、別の調教師から転厩する形で預託されることになるが、引退予定の調教師が免許を取得した新規あるいは技術調教師の中から後継者を指名することも可能となっている。この場合は、引退調教師の管理馬・スタッフをそのまま引き継ぐことになる。ただし、JRAでは2月末で定年・勇退する調教師の免許満了日は2月28日（閏年の場合は29日）であるが、この日が「木曜日、金曜日または土曜日」となる場合は、特例により「満了日後の最初の火曜日」まで免許期間が延長される。このため、新規に開業する厩舎の開業日は引退・勇退調教師の免許満了日の翌日に繰り延べる事となっている。
また、調教師の死去や免許返上または免許取消などにより急に馬房が空いた場合には、臨時貸付期間を経て、研修中の調教師が予定を繰り上げて開業することになる。この場合、馬房やスタッフの都合などから、前担当の調教師の管理馬や人脈をある程度の割合で事実上引き継ぐことも見られる。

### 開業後
主催者から与えられる一定数の馬房を使って競走馬を管理し、レースに出走させる。収入源は馬を預かって調教する預託料と、競走賞金である。競走で勝利を収めることによって馬主への信頼を得て、預託料も増加することから、競走で勝利することが調教師の収益に大きな影響を与える。
中央競馬では物理的な制約という要因から総馬房数が決定され、それを各調教師ごとに配分している。現在では新規開業調教師には少なく割り当てられ（12から16馬房程度）、年々その数を増やすことで、開業当初の不慣れな調教師業での負担軽減と、慣れてきた頃に調教師業の拡大を円滑に行わせる目的がある。また、近年では馬房数は競争原理により増減させるメリットシステムを導入しており（#メリットシステムを参照）、調教師が馬主と預託契約を結ぶことのできる頭数には一定の制限が設けられている。以前は管理馬房数の3倍（20頭を超える分の係数は2倍）が預託契約の上限であったが、2013年3月からは2.5倍に引き下げられた。この件に関し、栗東所属の調教師角居勝彦は自身のブログで抗議の意思を示し、2012年生まれとなる1歳（翌2014年の年齢で2歳）馬の預託を一切受け付けないことを表明し物議を醸した（後に撤回）。

#### メリットシステム
中央競馬において2004年度より、調教師の厩舎経営状況・調教技術により、厩舎の管理馬房数が増減する制度（メリットシステム）が導入された。中央競馬にも優勝劣敗の法則を導入するべきであるとの声に応えての取り組みである。なお、2006年の年末にルールの一部見直しが発表された。
対象は20馬房の割り当てを受けている（過去に受けた）調教師であり、新規開業や開業後まもない調教師（開業3年前後）は対象から外される。具体的には、経営状況（1馬房あたりの出走実頭数、1馬房あたりの出走延頭数）と調教技術の評価（1馬房あたりの勝利数、1馬房あたりの獲得賞金、勝率）の項目を偏差値化し、前2年間の合計（2008年より出走実頭数、出走延頭数は1/2とされる）に基づき評価される。
評価の結果、各トレーニングセンター毎に下位である約1割（2007年度より）の馬房が2ずつ削減され、その馬房が上位の調教師に分配される。馬房数の変更は物理的なものを伴うため、評価は同一トレーニングセンター内でのみ行われ、美浦と栗東の異なるトレーニングセンターの調教師が比較されることはない。また、2008年より過去に削減された調教師がその翌年以降、査定順位の中央値を上回った場合には、馬房を加増の対象となる。
同一の調教師が2年連続で削減の対象となることはない。2009年には馬房数の加増は28まで、削減は12までの範囲で行われることとなっていた。
しかし、調教師の経営環境が悪化また成績不振の調教師が自主的に馬房を返上するケースが続出したことで馬房数の余剰化が見られ、メリットシステム自体に空洞化現象が見られるようになったこともあり、JRAは2010年3月1日以降の貸付からシステムを改善する方向となった。成績優秀調教師に対する加増査定は継続する一方、加増する馬房数の原資を、定年または勇退で解散、もしくは自主的に返上した返還馬房とすることとなった。また、成績優秀厩舎に対して以前は2年連続の馬房数加増は認められていなかったが、今回の改善でこれも認められることとなった。

### 引退・定年制
調教師は肉体労働というよりもマネージメント業であるため、騎手とは異なり高齢になっても仕事を行うことは難しくない。
しかし、中央競馬では総馬房数が限られているにもかかわらず高齢の調教師が引退しないために世代交代がうまく進まず、調教師試験の合格率が5%前後にまで落ち込むなど旧来の制度の弊害が顕著に表れた。そのため、日本調教師会の提案により1989年2月28日から調教師の70歳定年制が導入された。ただし当時は70歳を超える調教師が多数であったため1999年までは経過期間とされ、要件どおりの制度運用が開始されたのは2000年以降である。この制度により、稲葉幸夫、二本柳俊夫、大久保房松といった数多くのベテラン調教師が勇退した。
地方競馬では定年制の有無は所属場毎に異なっている。一例を挙げると大井競馬では定年制（72歳）が導入されている。その一方で川崎競馬では定年制が無く、八木正雄（1917年2月23日 - 2009年11月24日）は、92歳で亡くなるまでの73年間（騎手兼業時代も含む）、現役の調教師として活躍した。
厩舍経営の厳しい現在では、所属馬の成績不振や馬主・競走馬の確保難による収入減によって厩舍運営が立ち行かなくなることも見られ、実態としては経営破綻に等しい形で調教師免許を返上し、事実上の廃業を余儀なくされるケースも見られる。この場合、定年よりも前の段階で自ら調教師免許を返上し勇退する。過去には理由として「健康面の都合」と公表されていたことがある。なお、JRAでは65歳を迎えた調教師が引退または勇退した場合、慰労金が支給される。一方で1996年3月に開業したものの、13年後の2009年2月に56歳で勇退した岩城博俊は、他厩舎の調教助手として引き続き競馬界に携わっている。
また、引退・勇退ではなく不祥事を原因とする調教師免許取消の事例も、JRAでは過去に4例発生している。

## 欧米における調教師

### アメリカ合衆国

#### 内厩制
米国では競走馬の調教は競馬場で行われており、各調教師が競馬場内に馬房を借りる内厩制である。
キーンランド（Keeneland）、チャーチルダウンズ（Churchill Downs）、ターフウェイパーク（Turfway Park）、ベルテラパーク（Belterra Park）などの競馬場では入厩検疫は実施されておらず、警備員に必要書類を渡せば入厩でき調教師に馬が引き継がれる。なお、他州から入厩する場合には、獣医師による検査があり、ジョッキークラブへの登録と州政府への登録が行われる。

#### 業務
リーディング上位の調教師は全米各地に厩舎をもっており、各所を回って週に1～2回馬体のチェックやレースの立ち会い（臨場）を行っている。調教師が不在の間はアシスタントトレーナーが調教メニューの作成、出馬投票や輸送などに関する事務作業をしている。アシスタントトレーナーの下にフォアマン（Foreman）がおり、アシスタントトレーナーの補助や飼料の管理などを行っている。さらにその下にグルーム（厩務員）がいるが担当馬ではなく担当馬房が割り当てられるなど日本の厩務員とは若干異なる。また、引き馬手としてホットウォーカー（Hot Walker）と呼ばれるスタッフがいる。
競走馬の乗り役は厩舎スタッフではないワークライダー（Work Rider）に委託して行われる外注が一般的である。なお、乗り役のうち追切には騎乗しない者をエクササイズライダー（Exercise Rider）という。
レースに出走する際、調教師がグルームなどのスタッフを連れ、飼料と馬具を持参し、出走する競馬場の近くにある他の厩舎の馬房を短期間間借りすることもある。

### フランス
フランスでは平地競走に関する調教師になるには、奨励協会に申請して許可を受ければよく免許制度はない。調教馬場は奨励協会所有の施設を借りることができるが、厩舎は自身で作るか買いとる必要がある。